# Métro de Kaohsiung

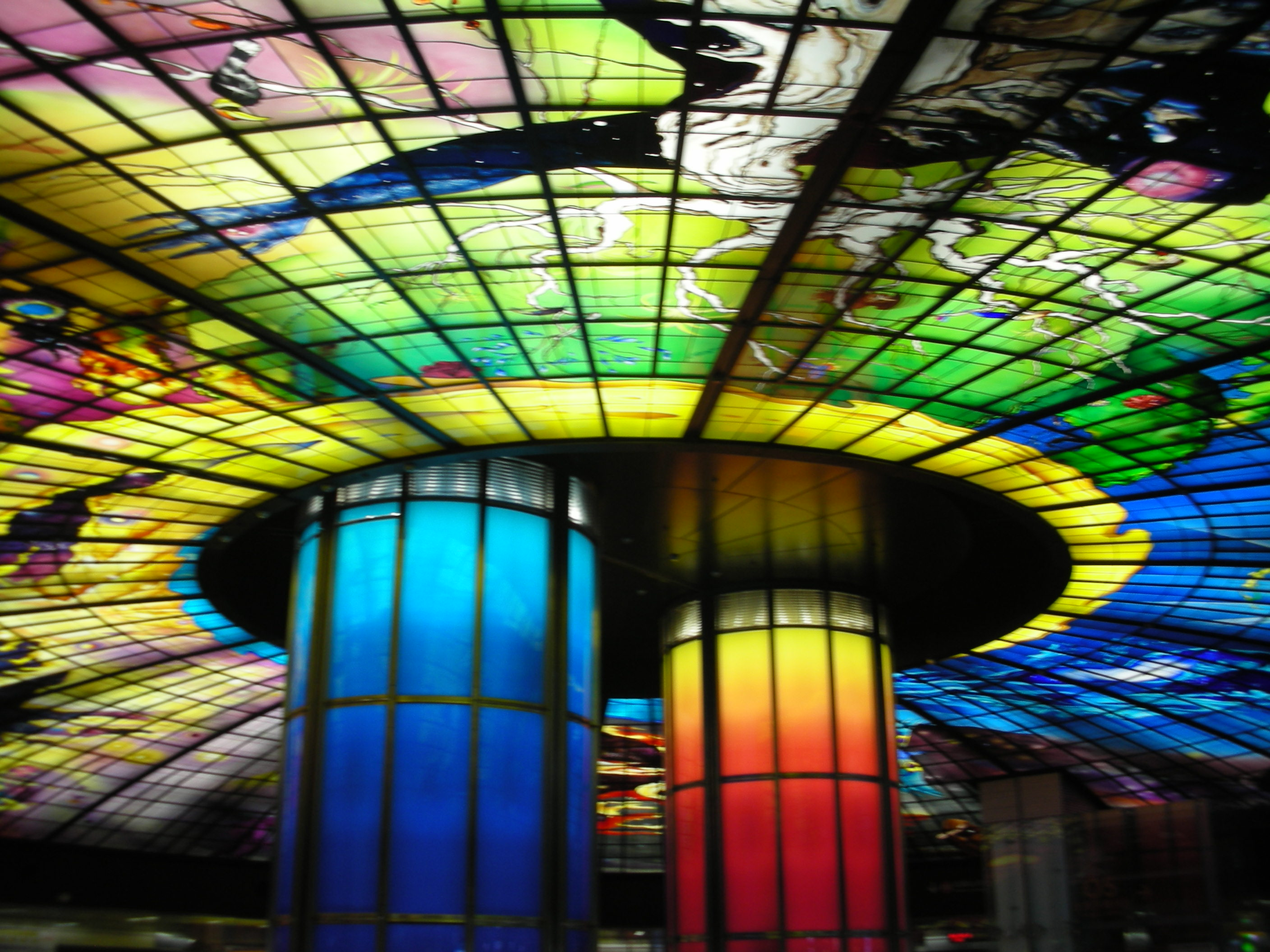
À la station Boulevard Formosa

Le métro de Kaohsiung est le second métro de Taiwan et comprend deux lignes. La longueur totale du réseau est de 43 km (double voie) dont 80 % en souterrain et 20 % en aérien, avec 61 stations. Après plusieurs tentatives, la construction du métro a commencé en octobre 2001. La Ligne Rouge et la Ligne Orange ont été mises en service respectivement le 9 mars et le 14 septembre 2008. Le métro a été construit et est exploité par la Kaohsiung Rapid Transit Corporation (KTRC) sous la forme d'un contrat de concession de 36 ans signé avec la municipalité. Ce réseau est complété par la ligne de tramway circulaire ouverte en 2015.

## Historique du projet
En 1986, la société American Transit Consultants commença une étude d'ensemble en vue de la construction d'une ligne de chemin de fer léger (ou mini-métro). L'étude n'eut pas de suite.
En 1990, avec l'aide de consultants pour définir un réseau de métro, la municipalité annonce un plan de construction de quatre lignes, au total 78 km dont 60 km en souterrain avec 71 stations. En janvier 1991 le conseil municipal approuve la construction d'une première phase de deux lignes, 38 km au total. La préparation à la construction doit durer deux ans pour un début des travaux en 1993 avec ouverture d'une première ligne en 1998. Le projet prend du retard et en 1993 seule la ligne Orange sur un trajet de 11 km est prévue d'être mise en service en 1999. Ce réseau est élaboré en prévision d'une augmentation de la population à 4,2 millions d'habitants qui apparaît rapidement comme trop optimiste. En juin 1995, le consultant américano-taïwanais chargé du projet est remercié par le  Kaohsiung Mass Rapid Transit (KMRT), le bureau de la municipalité chargé du projet.
Le projet est retardé de deux ans à cause des difficultés de financement par la mairie. Un nouveau budget est voté par le conseil municipal le 19 décembre 1997 pour un projet conçu dans le cadre d'un contrat de concession de type « Construction, Exploitation et Transfert ». Le coût estimé du projet, deux lignes de métro de 42,7 km avec 37 stations, est alors de 195 milliards Nouveau dollar de Taiwan.

## La construction du métro
Le 1er février 1999, le conseil municipal, sous l'impulsion de son nouveau maire Frank Hsieh, annonce la construction des deux lignes de métro. Le consultant Mott MacDonald est chargé de conseiller le KMRT. Après d'âpres débats en 1999, la procédure d'attribution des contrats est engagée en février 2000 et trois consortiums soumettent leur dossier de préqualification le 1er avril. Le 10 mai 2000 le consortium nommé Bureau préparatoire de la KTRC mené par la China Steel Corporation et comprenant la société Siemens est déclaré compétiteur préféré par la commission de sélection de la municipalité. Le coût du projet est alors estimé à 172 milliards NT $ (5,6 milliards $US). La négociation aboutit a un accord (Memorandum d'entente) le 28 décembre de la même année.
Le contrat définitif pour la construction et l'exploitation du système de métro, « Contrat de construction et d'exploitation » et « Contrat de développement », a été signé le 12 janvier 2001 par le KMRT et la KTRC créée avec un capital de 10 milliards de Nouveau dollar de Taiwan. En août 2001, la société Siemens signe un contrat de 326 millions US$ (363 millions d'euros) pour la fourniture des trains, de la signalisation et de l'alimentation électrique. La société Singapore Technologies Electronics Limited obtient le contrat des porte-palières en décembre 2002. Cette même société obtient le contrat du système de communication le 23 janvier 2003. Une partie du contrat sera sous-traitée en 2004 à la compagnie Alcatel.
La construction a démarré officiellement le 24 octobre 2001. C'est à partir de cette date que court le délai de 36 ans du contrat de construction (6 ans) et d'exploitation (30 ans), avant que l'exploitation revienne à la municipalité. La société Systra conseille la KRTC au cours de la construction. Les deux premiers trains seront livrés en octobre 2005.
L'inauguration des deux lignes de métro accusera plusieurs mois de retard par rapport à la date initiale. Des essais avec passagers seront effectués en février 2008 pour une ouverture officielle de la ligne Rouge et de la ligne Orange respectivement le 9 mars et le 14 septembre 2008.
Selon le KMRT, les coûts totaux de construction du métro s'élèvent à 181,4 milliards de NT dollars (4,8 milliards d'euros). Ces coûts incluent les éléments directement à la charge du gouvernement, soit 46,1 milliards de NT $, un investissement public géré par la KRTC de 104,8 milliards de NT $ et un investissement privé de 30,5 milliards de NT $. Les investissements publics gérés par la KRTC sont assumés à 79 % par le gouvernement central, à 2 % par le comté et à 19 % par la ville.

## Le réseau aujourd'hui
| Ligne | Terminus | Terminus | Stations | Longueur | Ouverture         |
| ----- | -------- | -------- | -------- | -------- | ----------------- |
|       | Gangshan | Siaogang | 25       | 28.3     | 9 mars 2008       |
|       | Hamasen  | Daliao   | 14       | 14.4     | 14 septembre 2008 |

### Ligne Rouge

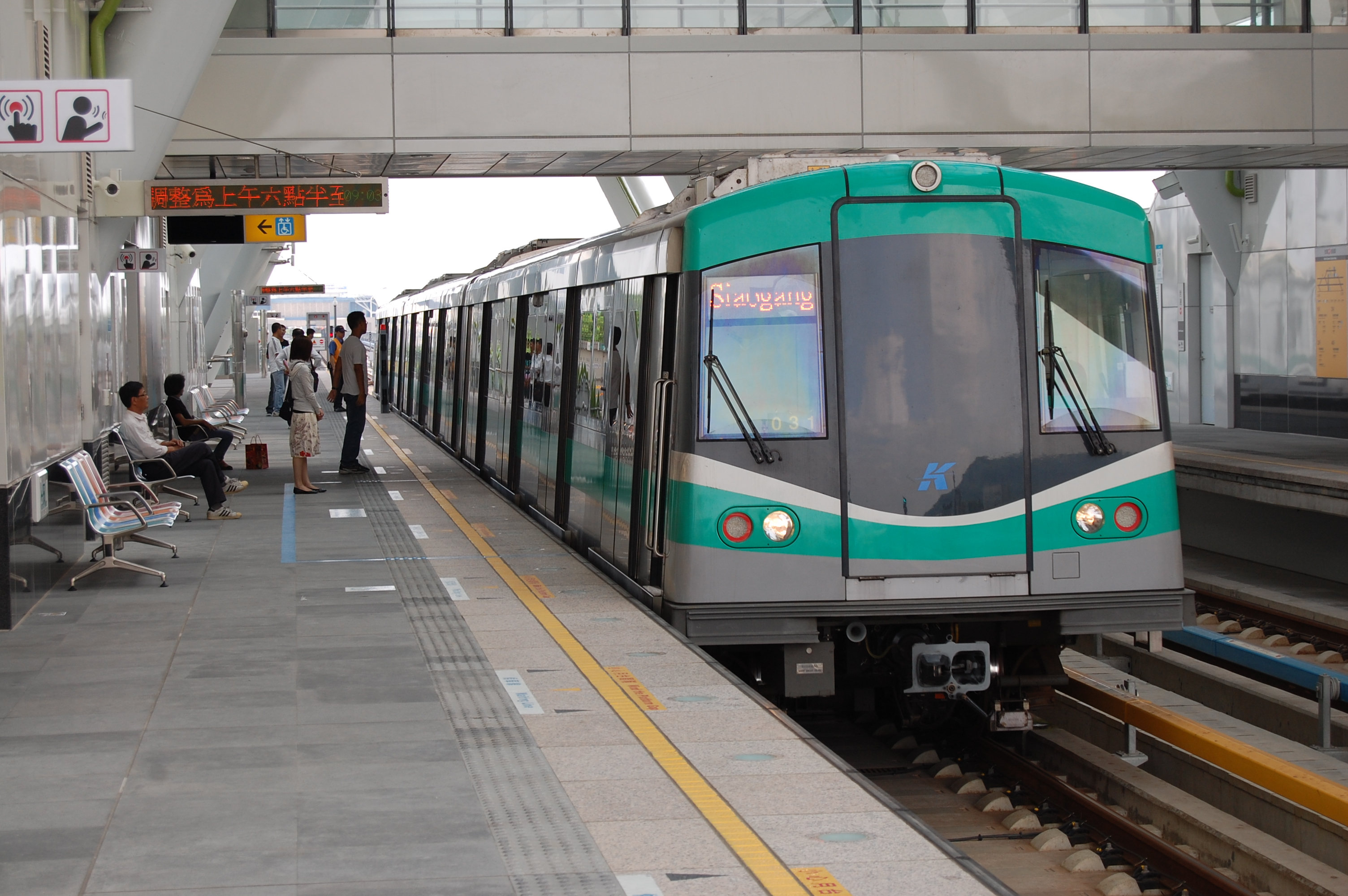
Train en station de la ligne Rouge

Inaugurée le 8 mars 2008 par le Premier Ministre Premier Chang Chun-Hsiung la Maire de la ville Chen Chu, la ligne Rouge, nord - sud, part de l'arrondissement de Chiaotou au nord et se termine au district industriel de Linhai, au sud près de l'aéroport de Hsiaokang. La longueur totale de cette ligne est de 28,3 km, dont 19,8 km en souterrain et 8,5 km en aérien. La station Gangshan South a ouvert le 23 décembre 2012, ce qui étend cette ligne de 2,3 km. Enfin la station de la gare de Gangshan a ouvert le 30 juin 2024, prolongeant la ligne de 1,5 km. Cette ligne comporte 25 stations dont 15 en souterrain, 9 en aérien et une au sol avec 2 dépôts de ligne à chaque terminus. La ligne est desservie par 28 trains.

### Ligne Orange
Mise en service le 14 septembre 2008, la ligne Orange commence à l'Université nationale Sun Yat-sen à l'ouest et se termine dans l'arrondissement de Taliao dans le comté de Kaohsiung à l'est. Sa longueur totale est de 14,4 km, entièrement en souterrain, et comprend 14 stations, toutes en souterrain sauf une au sol, avec un dépôt principal. La ligne est desservie par 14 trains.
Les stations comme les dépôts sont construits afin de recevoir des rames de deux trains, soit six véhicules. Les stations sont climatisées, équipées de porte-palières de quai, d’escaliers mécaniques, d’ascenseurs permettant l’accès aux personnes à mobilité réduite.

### Les sous-systèmes du métro

#### Le matériel roulant

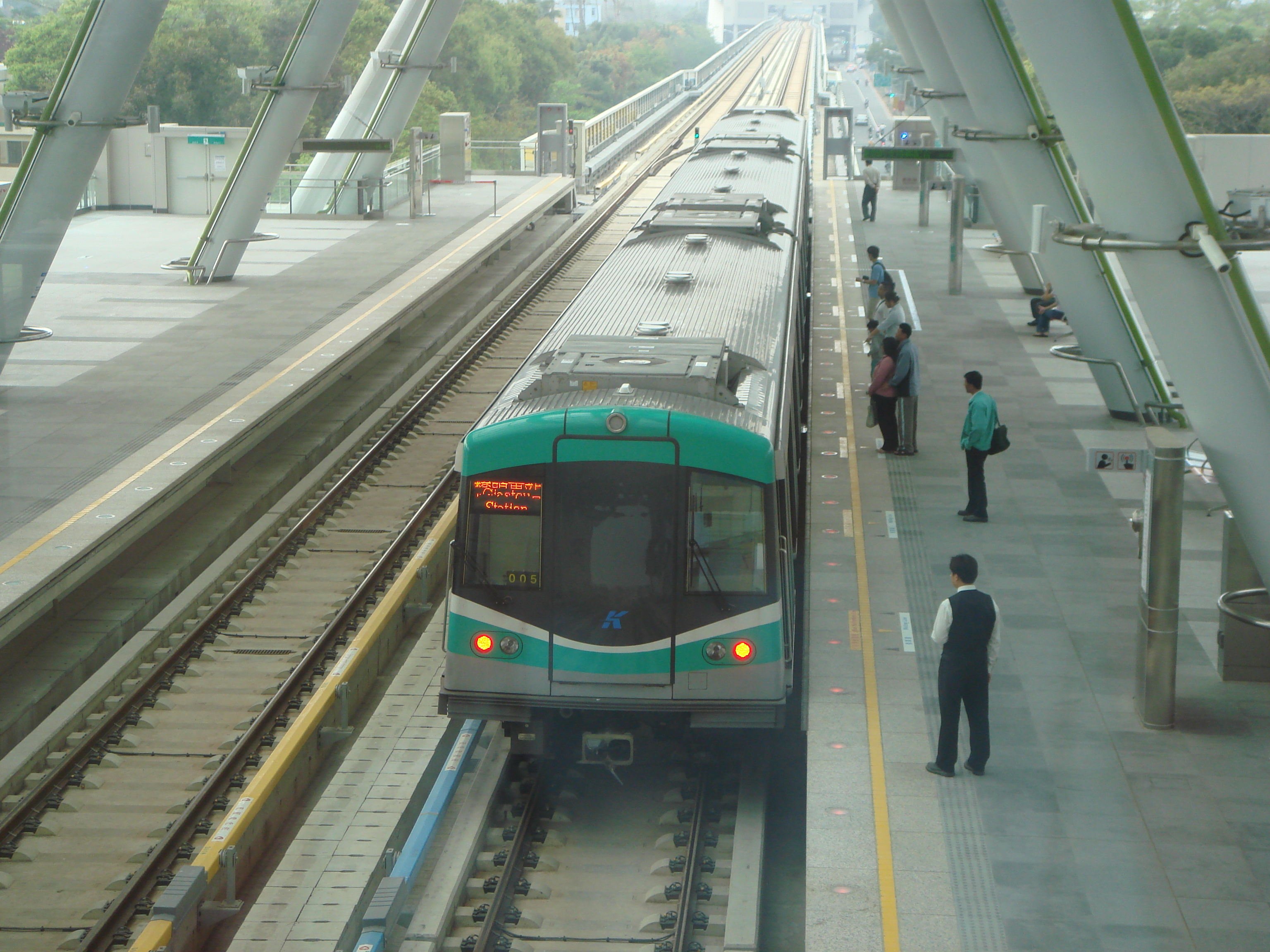
Train à la station Jeux mondiaux

Les 42 trains des deux lignes sont constitués de trois véhicules chacun, deux véhicules motorisés à l'avant et à l'arrière, un véhicule remorque intermédiaire. Le corps des véhicules est en acier inoxydable, largeur de 3,15 m et longueur de 65,45 m. Les véhicules sont climatisés. La capacité de chaque train est 755 passagers calculée avec une densité de 5 passagers par m2. La vitesse maximale des trains peut atteindre 90 km/h.

#### La signalisation
Le métro est équipé d'un système automatique de commande des trains : les conducteurs sont responsables de la fermeture des portes à chaque station, les trains roulent ensuite automatiquement.Grâce à un système de protection des trains, l'intervalle minimum entre chaque train peut descendre à deux minutes en toute sécurité, soit une capacité maximale de transport de 22.500 passagers par heure et par sens.

#### Le système d'alimentation électrique
L'alimentation électrique du métro est assurée par trois postes haute tension en 750 volts courant continu par troisième rail.

### L'exploitation du métro

#### Fréquentation
La capacité initiale de chaque ligne devait atteindre 21.000 passagers par heure et par sens puis, respectivement, 30.000 et 28.000 pour les lignes Orange et Rouge à l'horizon 2020.
Un an après son inauguration, la fréquentation du métro n'atteignait que 100.000 passagers par jour, très loin des prévisions initiales de 360.000 passagers par jour.
En 2015, la fréquentation quotidienne moyenne atteint 165.000 passagers, soit un total de 60,2 millions de voyages (447 millions de passagers-km), en légère baisse par rapport à 2013 et 2014.
En 2015 l'intervalle entre chaque train est de 4 à 6 minutes (en moyenne 4 min 45 s) en heure de pointe, de moins de 8 minutes (7 min 19 s) en heure creuse et de moins de 20 minutes (en moyenne 16 min 29 s) après 23 h.
Les trains ont parcouru 4,9 millions de km avec une vitesse commerciale moyenne de 35,4 km/h et une vitesse maximale en exploitation limitée à 80 km/h.
La plage horaire de fonctionnement du métro est de 5 h 55 à 00 h 30 arrivée du dernier train au terminus, soit 18 heures de fonctionnement par jour.

#### Tarification

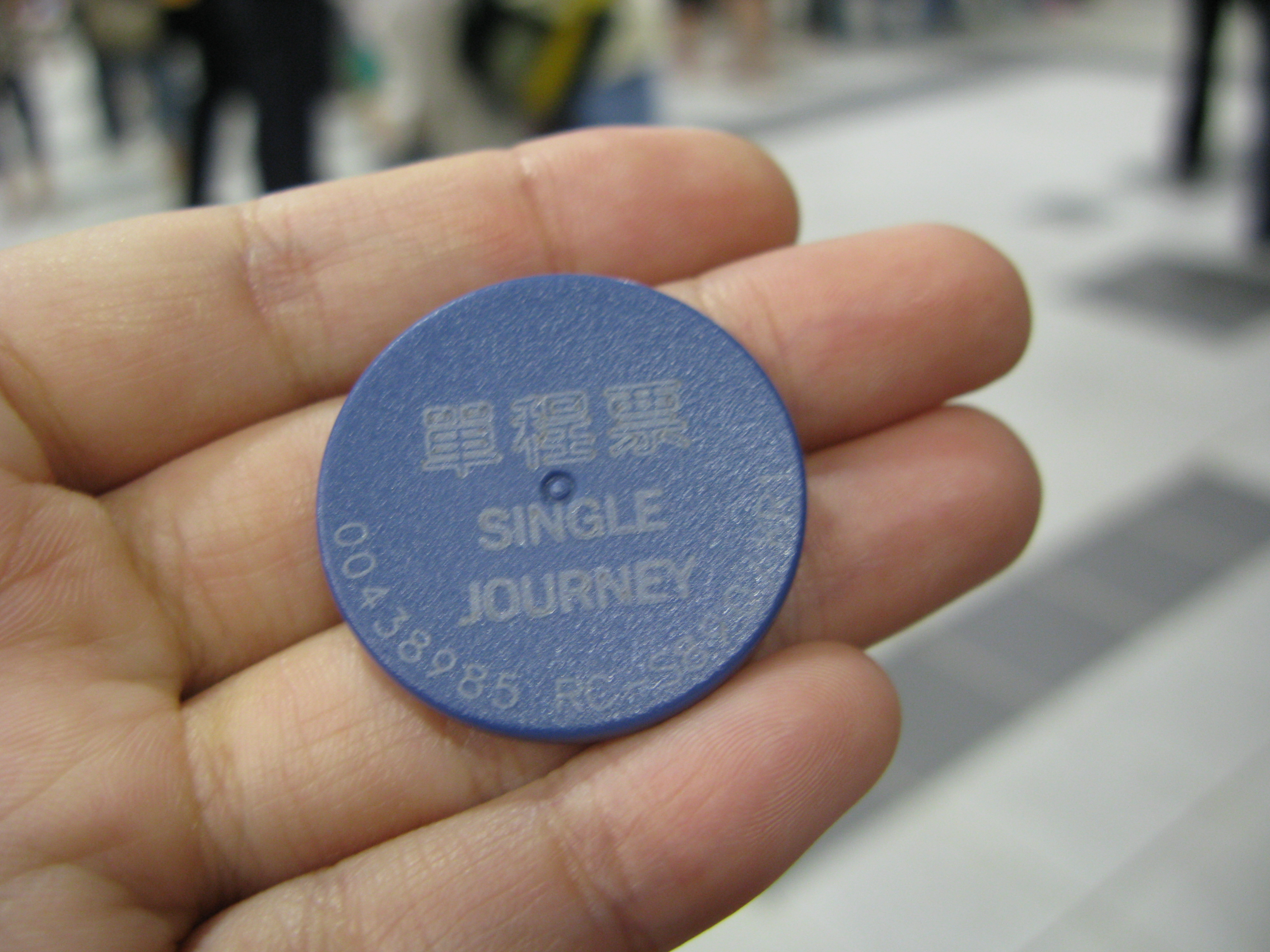
Jeton du métro de Kaohsiung

La tarification dépend de la distance parcourue. Le prix pour la journée coûte NT$150 et pour deux jours NT$250. Des systèmes de cartes sont également disponibles.

#### Ressources humaines
L'exploitation du métro nécessite 1.420 personnes au 31 décembre 2015 incluant les surveillants en station, les conducteurs, les employés de maintenance et des dépôts. L'âge moyen des employés est 37,6 ans avec une ancienneté de 7,7 ans. Près de 96 % des employés sont bacheliers.

## Les projets d'extension du métro

### Prolongement de la ligne Rouge
En août 2008 le KMRT annonce avoir finalisé les projets d'extension du métro d'un total de 23,4 km. La ligne Rouge serait étendue vers le nord de 9,4 km (6 stations) vers le Parc Scientifique de Luchu

### Prolongement de la ligne Orange
La ligne Orange serait étendue de 14,4 km vers le sud en direction de la manufacture de sucre dans la commune de Pingtung. Le projet a finalement été rejeté par le gouvernement central du fait du faible trafic attendu. Les projets du KMRT semblent donc bloqués.

## Tramway circulaire de Kaohsiung
Le réseau ferré de la ville comprend une ligne de tramway, la ligne circulaire. La première partie de 1,9 km et 4 stations a été mise en service le 16 octobre 2015 à titre d'essai puis le bouclage complet a finalement été inauguré le 1er janvier 2024.